# Muhammad Abduh
Muḥammad Abduh (delta del Nilo, 1849-Alejandría, 11 de julio de 1905) fue un jurista, ulema y activista político egipcio que se esforzó por reducir la brecha entre el islam y Occidente. Promoviendo una concepción más moderna del islam, basada en el racionalismo, Abduh creía que las rígidas estructuras de la cultura islámica estaban frenando lo que esencialmente era una religión flexible y lógica. Considerado por algunos como un sabio que rejuveneció el islam y por otros como un renegado que fomentó su corrupción, el intento de Abduh por reconciliar las dos culturas sigue siendo hasta el día de hoy muy controvertido. Fue gran muftí de Egipto, además de miembro de varias logias masónicas. 

## Primeros años
Muhammad Abduh nace en 1849. Crece en el pueblo de Mahallat Nasr. Su padre, aunque no era rico, contrata un profesor privado que le enseñe el Corán a su hijo. A la edad de doce años, Abduh había completado la memorización del Corán. En 1862, a la edad de trece años, se muda a Tanta para estudiar en su gran mezquita. Sigue un sistema de estudio tradicional, que posteriormente criticaría, en el que los alumnos memorizan textos que examina luego un profesor al que generalmente no se le hacen preguntas.
A la edad de dieciséis años contrae matrimonio en Mahallat Nasr y catorce días después regresa a la escuela en Tanta. En su camino de vuelta a Tanta se detiene para visitar a su tío Darwish, sufí, seguidor de Muhammad al-Madani, uno de los más grandes maestros espirituales de un movimiento de reforma religiosa (madiniyya) que iniciado en el siglo XVIII, se prolongaría a lo largo de todo el siglo XIX. El contacto con los textos de al-Madani, impactó profundamente en el joven Abduh.

## Muhammad Abduh y Jamal al Din al Afghani
En 1866 Muhammad Abduh se traslada al Cairo para continuar sus estudios en la Universidad al-Azhar. En 1872, cuando tenía veintitrés años, se incorpora a un pequeño grupo de estudiantes que estudiaban con el notable Jamal al Din al Afghani. Este hecho constituye el primer punto de inflexión de su vida, pues a través de él, empieza a tomar contacto con la altamente sofisticada tradición filosófica persa y los más modernos estudios del pensamiento occidental.  Como resultado de ello, su mundo intelectual se construye de una forma muy diferente a la de sus contemporáneos de al-Azhar.
En 1877, después de graduarse, ejerce como profesor en al-Azhar y crea en su casa un círculo renovador. Entre sus lecturas se encuentran las obras de Guizot, de Rousseau, de Spencer, Tolstoy y Renan. El ambiente egipcio se encontraba influido por el racionalismo y el positivismo desde la llegada de las misiones egipcias, alguno de cuyos miembros habían sido discípulos de Auguste Comte. Ingresará por entonces en Dar-al-´Ulum, universidad moderna para ampliación de los estudios azharíes. También comenzó a enseñar árabe en la escuela de Lenguas del Jedive.
A través de Afghani entra en una logia masónica que le permite entablar estrechos contactos con la élite egipcia entre los cuales estaba el hijo del jedive Ismail Pachá y príncipe heredero Tewfiq Pachá. Pero la más visible actividad del grupo de Afghani, al que pertenecía Abduh, fue en el campo del periodismo, que en Egipto estaba en su infancia. La mayoría de los periódicos no oficiales, en alguno de los cuales escribía Abduh, eran editados por seguidores de Afghani. Los temas que tocaban eran recurrentes: la opresiva situación de los ciudadanos, y la demanda de un renacimiento egipcio contra el jedive y los gobiernos y bancos extranjeros que iban aumentando su control sobre los asuntos egipcios.
Tras la destitución por el sultán otomano del jedive Ismail, su hijo Tewfiq accede al poder. Tewfiq no acepta los planes de convertir Egipto en una monarquía constitucional y Afghani habla públicamente en su contra acusándole de ser un instrumento de los intereses europeos. Como consecuencia de ello es arrestado y enviado a la India. Otros miembros del grupo de Afghani son arrestados, entre ellos Muhammad Abduh, que es expulsado del Cairo y enviado a su pueblo.

## Muhammad Abduh y la revolución Orabi
En septiembre de 1880, solo un año más tarde de su expulsión es nombrado editor de periódico oficial de Egipto, Al-Waqa´i al-misriyya. Pronto llegaría a ser editor jefe, participando en la redacción de alguna editorial, destacándose por sus temas de carácter social progresista y por la importancia que da a la educación de la población, que considera la base para la reforma de Egipto. 
Poco más tarde, vuelve a la arena política, apoyando la revuelta nacionalista liderada por Ahmed Orabi Pachá. Como explicaría Abduh en una entrevista concedida a un periódico británico:

Queríamos derribar la tiranía de nuestros gobernantes; nos quejábamos de los turcos ante los extranjeros; queríamos mejorarnos políticamente, y avanzar igual que han avanzado por el camino de la libertad las naciones de Europa. Ahora sabemos que existen males peores que el despotismo, y peores enemigos que los turcos.

Sofocada la revuelta por las tropas inglesas, en septiembre de 1882, Abdhu es de nuevo encarcelado y exiliado por seis años fuera de Egipto.

## Primera fase de exilio:estancia en París
Tras una breve estancia primero en Damasco y luego en Beirut, llega a París en 1884 donde se reencuentra con Afghani y otros exiliados egipcios y otomanos. En París funda junto a Afghani la revista Al-Urwat Al-Wuṯqà (“El lazo indisoluble”, frase que aparece dos veces en el Corán), desde la que hace llamamientos contra el oscurantismo, el fanatismo y en favor del progreso y la civilización, a la vez que contra la dominación europea. Aunque sólo se publicó apenas una quincena de números en ocho meses, la revista tuvo gran influencia en el nacionalismo emergente egipcio y en el movimiento de la al-Nahda.
En París, contacta con Wilfrid Scawen Blunt, escritor y poeta inglés famoso por su crítica al imperialismo, a quien había ya conocido en Egipto durante la revolución Orabi. Con él viaja a Londres en julio de 1884 y Abdhu es llevado ante la Cámara de los Comunes donde es presentado como uno de los líderes del partido nacionalista egipcio. En su estancia en Inglaterra conoce a líderes políticos británicos de la oposición como Lord Randolph Churchill (padre de Winston Churchill).

## Estancia en Beirut
A finales de 1884, Muhammad Abduh abandona París, y se traslada primero a Túnez. Desde Túnez escribe la última carta conocida dirigida a Afghani. Este momento marca no solamente el final de lo que sin duda constituyó la más importante relación de su vida, sino también el final de su activismo político. Más tarde afirmaría que “los intereses de los musulmanes están íntimamente ligados con los intereses de los europeos en todos los países del mundo” y claramente llegó a la conclusión que la cooperación con Europa produciría mejores resultados que la confrontación.
Muhammad Abduh regresó a Beirut. Su primera esposa había muerto, dejando una hija pequeña, con lo que contrajo de nuevo matrimonio, esta vez con la sobrina de un famoso reformista del Líbano. Quizás fueron estos contactos, quienes le proporcionaron empleo como profesor en Sultaniyya, una moderna escuela fundada en 1883 para competir con las escuelas europeas que habían abierto en Beirut y a la que acudían no solamente los hijos de la élite siria sino también miembros de otras familias ilustres del mundo islámico. Allí enseña historia teología y textos de literatura clásica.
Sus conferencias en Sultaniyya quedan reflejadas en uno de sus libros más conocidos: Risalat al-tawhid (Tratado de la Unidad divina), y que es considerado un manifesto del Islam moderno. En el libro se presenta al islam como una religión que no solamente es compatible con el progreso y los valores progresistas, sino que de algún modo es mucho más adecuada en la era moderna que el cristianismo de los europeos. El libro está dirigido a la clase de musulmanes a los que da clases en Sultaniyya (musulmanes que conocen lenguas europeas, que estudian la ciencia,la historia y la filosofía moderna europea y que necesitan encontrar un modo de ser progresistas, racionalistas y musulmanes al mismo tiempo.

## Regreso a Egipto
A pesar de tener una cómoda posición en el Líbano, Mohammed Abduh quería regresar a su país natal y lo consiguió en 1888 ocupando un modesto puesto de juez rural, alejado de toda influencia. Gracias a sus buenas relaciones con Evelyn Baring, Lord Cromer, cónsul general y embajador plenipotenciario de Inglaterra en Egipto, como con su oponente Blunt, conseguirá  en 1889 el puesto de muftí, máximo cargo religioso, trasladándose con ello a El Cairo. 
Incorporado a las instituciones, es designado miembro del Consejo Legislativo, desde donde ejerce una influencia en el país con sus aportaciones a los cambios legislativos. Algunas de sus fatuas o dictámenes jurídicos fueron muy controvertidos, como, entre otras, la que declaraba lícito la imposición de dinero a interés en las entidades bancarias. Entre 1895 y 1905 fue miembro clave del Consejo rector de Al-Azhar, chocando con sus elementos más conservadores, e incluso con el mismo jedive Abbas II Hilmi, quien en enero de 1905 solicitó a Lord Cromer que aceptara la propuesta del cese de Abdhu en su cargo de muftí, lo cual Lord Cromer no aceptó.

## Fallecimiento
Muhammad Abduh caería enfermo poco después. En su camino a Europa en busca de tratamiento, sus condiciones empeoraron y se tuvo que detener en Alejandría donde moriría de cáncer de riñón el día 11 de julio de 1905 a la edad de 56 años. 
Con motivo de su fallecimiento, fue dispuesto un tren especial para transportar su cuerpo a El Cairo. En el recorrido, fue detenido en varias ocasiones por la multitud que quería ofrecerle sus respetos. En el Cairo se celebró un funeral de estado, con un cortejo desde la estación de tren hasta la universidad de Al-Azhar a la que acudieron oficiales de la armada y policía, diplomáticos, estudiantes de al-Azhar y gente de todas clases y religiones. Fue enterrado en el cementerio Mujawirin.

## El modernismo de Muhammad Abduh e influencia posterior
Muhammad Abduh fue un intelectual en el más moderno sentido occidental, aunque preparado para hacer frente a cuestiones religiosas dada su temprana formación en Al Azahar. Su vida intelectual era muy diferente de la de los ulemas, como resultado de su propia experiencia vital, sus viajes al extranjero, y sus lecturas de los principales teóricos políticos y sociales de su tiempo.
Estas cuestiones le hacen ser al mismo tiempo famoso y controvertido. Para aquellos que compartían su mundo intelectual era un héroe y una figura progresista que consiguió con éxito demostrar que era posible ser moderno, egipcio, patriótico y musulmán al mismo tiempo.  Para aquellos que no compartían su mundo intelectual, sin embargo, era un colaboracionista que no era ni musulmán.
El pensamiento de Muhammad Abduh influiría en grandes intelectuales de la época, como Rashid Rida, considerado padre del salafismo contemporáneo y en la generación nacionalista que encabezaba Saad Zaghloul.
Uno de los discípulos de Muhammad Abduh fue Qasim Amin que, expuso la idea, revolucionaria en su momento, de la promoción social y educativa de la mujer egipcia y, por extensión de la mujer árabe.